# Horror Coeli en andere gedichten
Horror Coelie en andere gedichten is een dichtbundel van de Nederlandse schrijver Willem Frederik Hermans, verschenen in het voorjaar van 1946. Het is de eerste officiële boekpublicatie van de auteur. Enkele gedichten waren in tijdschriften voorgepubliceerd, waaronder illegale tijdschriften tijdens de bezetting. Behalve 37 zelfstandige gedichten bevat de bundel ook een herziene en uitgebreide versie van de in eigen beheer gedrukte cyclus Kussen door een rag van woorden uit 1944.

## Inhoud
De bundel bevat 37 zelfstandige gedichten een herziene versie van de gedichtencyclus Kussen door een rag van woorden.

## Titelverklaring
De titel kan op twee manieren worden opgevat, als 'schrik van de hemel' en 'huiver voor de hemel'. In het titelgedicht treedt het personage Horror Coeli op, door criticus De Moor in verband met 'doodsdrift' gebracht. Het gedicht beschrijft een rondgang door het rijk van de dood, en overal waar de protagonist langskomt, krimpt alle leven in elkaar. Het is, aldus De Moor, 'een paradijs vol destructiedrang', de 'creatie van een chaotische wereld', maar de hoofdpersoon voelt zich er wel bij. Alleen wanneer hij droomt, voelt hij zich bedrukt door deze 'anti-wereld' die het gedicht 'een niet te dragen somberheid' verleent. De omkering staat expliciet in de slotregels 
Want de verrukking dezer diepe landen
is ieder hel, maar paradijs voor mij.

## Publicatiegeschiedenis
Enkele gedichten werden in tijdschriften voorgepubliceerd. Twee gedichten uit de cyclus Kussen door een rag van woorden, namelijk 'Op straat' en 'Herfst', verschenen in het illegale tijdschrift Parade der Profeten van oktober 1944. Drie gedichten, 'Zwemmen', 'Slaap, de Verleider, gaat...' en het titelloze gedicht met de beginregel 'Een straat tussen blaakrende achtertuinen' verschenen in Ad Interim van september 1945, p. 213-215. 'Melancholia' verscheen in Criterium van juni 1946, jaargang 4 nummer 9, p. 411-413.
De bundel verscheen als deel zes van de reeks De Ceder van uitgeverij Meulenhoff.
De bundel bevat onder meer een herziene versie van de gedichtencyclus Kussen door een rag van woorden, die Hermans in 1944 door uitgever John Meulenhoff had laten drukken in eigen beheer. Over de wijzigingen zijn de onderzoekers het oneens. Volgens Wam de Moor werden vier gedichten weggelaten,, maar Hermans' biograaf Willem Otterspeer telt drie weglatingen. Ook over het aantal toegevoegde gedichten is men het niet eens: volgens De Moor werden elf gedichten toegevoegd, volgens Otterspeer zijn er tien nieuwe gedichten. Ook de volgorde werd in de tweede versie gewijzigd, zodanig zelfs dat volgens De Moor een nieuwe cyclus ontstond. Volgens Otterspeer betekende de nieuwe volgorde dat de gedichten niet langer thematisch waren geordend, maar nu chronologisch op volgorde van ontstaan waren afgedrukt.

## Verklarende noten
1. ↑  Volgens De Moor (1971, 209) en (1985, 65) zijn weggelaten de nummers II, VIII, IX en X
2. ↑  Volgens Otterspeer (2013, 386) zijn weggelaten de nummers II, VIII en IX.
3. ↑  De Moor (1971, 209) en (1985, 65) noemt als nieuwe gedichten de nummers II, III, IV, XIX, XX, en XXII tot en met XXVII.
4. ↑  Otterspeer (2013, 386) noemt hier geen nummers.

## Verwijzende noten
1. ↑  De moor (1985), 67
2. ↑  Geciteerd bij De Moor (1985), 67
3. ↑  Delvigne en Janssen (1996), nummer 31 (p. 22)
4. ↑  Delvigne en Janssen (1996), nummer 35 (p. 23)
5. ↑  Delvigne en Janssen (1996), nummer 47 (p. 24)
6. ↑  De Moor (1971), 209 en (1985), 65
7. ↑  Otterspeer (2013), 386